# Brodvejski teatar
Brodvejski teatar, takođe poznat kao jednostavno Brodvej, odnosi se na pozorišne predstave predstavljene u 41 profesionalnom pozorištu, od kojih svako ima 500 ili više sedišta, smeštenih u Pozorišnom okrugu i Linkoln centru duž Brodveja, u Midtaunu Menhetna, Njujork. Brodvej, zajedno sa londonskim Vest endom, predstavlja najviši komercijalni nivo pozorišta uživo na engleskom govornom području.
Pozorišni okrug je popularna turistička atrakcija u Njujorka. Prema Brodvejskoj ligi, za sezonu 2018–2019 (koja se završila 26. maja 2019.) ukupno je bilo 14.768.254 gledalaca, a Brodvejske predstave su imale prihod od USD 1.829.312.140, porast posećenosti od 9,5%, prihoda 10,3%, a nedelja igranja 9,3%.
Većinu emisija na Brodveju čine mjuzikli. Istoričar Martin Šefter tvrdi da su „Brodvejski mjuzikli, koji su kulminirali produkcijama Ričarda Rodžersa i Oskara Hamerstajna, postali izuzetno uticajni oblici američke popularne kulture” i doprineli tome da Njujork postane kulturna prestonica zapadne hemisfere.

## Istorija

### Rani teatar u Njujorku
Njujork nije imao značajno pozorišno prisustvo sve do oko 1750. godine, kada su glumci-menadžeri Volter Mari i Tomas Kin osnovali rezidencijalnu pozorišnu kompaniju u Teataru u ulici Naso, u kojoj je bilo oko 280 ljudi. Oni su predstavili Šekspirove drame i baladne opere, poput Begarove opere. Godine 1752. Vilijam Hejlam je poslao grupu od dvanaest glumaca iz Britanije u kolonije sa svojim bratom Luisom kao njihovim menadžerom. Oni su osnovali pozorište u Vilijamsburgu u Virdžiniji i otvorili ga sa Mletačkim trgovcem i Anatomistom. Kompanija se preselila u Njujork u leto 1753. godine, izvodeći baladne opere i baladne farse poput Damona i Filide. Revolucionarni rat je suspendovao pozorište u Njujorku, ali je nakon rata pozorište nastavilo s radom 1798. godine, kada je u ulici Čatam (koja se danas naziva Park Rou) sagrađeno Park pozorište sa 2.000 mesta. Pozorište Boveri otvoreno je 1826. godine, a zatim su usledila druga.
Do 1840-ih, P.T. Barnum je upravljao zabavnim kompleksom u Donjem Menhetnu. Godine 1829, na Brodveju i Princ ulici, otvorila se Niblova bašta i ubrzo postala jedna od najboljih premijernih noćnih tačaka u Njujorku. To pozorište sa 3.000 mesta je predstavljalo sve vrste muzičke i nemuzičke zabave. Godine 1844, Palmova operska kuća je otvorena i predstavila je opere samo četiri sezone pre nego što je bankrotstvo dovelo do njenog ponovnog imenovanja kao mesta za predstave pod nazivom Bartonov teatar. Operska kuća Astor otvorena je 1847. Pobuna je izbila 1849. godine, kada su se zaštitnici Boverija iz niže klase usprotivili onome što su smatrali snobizmom publike više klase u Astorovom mestu: „Nakon pobune Astorovog mesta 1849. godine, zabava u Njujorku je podeljena po klasnim linijama: opera je uglavnom bila za višu srednju i višu klasu, minstrelne predstave i melodrame za srednju klasu, estradne predstave u koncertnim salonima za ljudi radničke klase i niži deo srednje klase.”
Predstave Vilijama Šekspira često su izvođene na sceni na Brodveju, a ponajviše s američkim glumcem Edvinom Butom, koji je u međunarodnoj javnosti poznat po svom izvođenju Hamleta. Bot je igrao ti ulogu sa poznatih 100 uzastopnih predstava u Pozorištu zimskog vrta 1865. (sekvenca se završila samo nekoliko meseci pre nego što je Butov brat Džon Vilks But izvršio atentat na Abrahama Linkolna), a kasnije će oživeti ulogu u svom Butovom teatru (kojim je neko vreme upravljao njegov brat Junije Brut But, mlađi). Ostali poznati Šekspirijanci koji su se pojavili u Njujorku u ovo doba bili su Henri Irving, Tomaso Salvini, Fani Davenport i Čarls Fečter.

### Rođenje mjuzikla i period nakon Građanskog rata
Pozorište u Njujorku se postepeno selilo iz centra grada u Midtaun Menhetna, počevši oko 1850. godine, tražeći jeftinije nekretnine. Početkom devetnaestog veka, oblast koja sada obuhvata Pozorišni okrug bila je u vlasništvu šačice porodica i sastojala se od nekoliko farmi. Godine 1836, gradonačelnik Kornelijus Lorens otvorio je 42. ulicu i pozvao stanovnike Menhetna da „uživaju u čistom čistom vazduhu.“ Blizu 60 godina kasnije, pozorišni preduzetnik Oskar Hamerštajn I izgradio je legendarni Viktorijin teatar u Zapadnoj 42. ulici.
Prvi brodvejski mjuzikl na „duge staze” bio je hit sa 50 izvođenja pod nazivom Vilenjaci iz 1857. Godine 1870. srce Brodveja bilo je na Junion skveru, a do kraja veka mnoga pozorišta su bila u blizini Medison skvera. Pozorišta su stigla na područje Tajms skvera početkom 1900-ih, a brodvejska pozorišta su se tamo konsolidovala nakon što je veliki broj izgrađen oko trga 1920-ih i 1930-ih. Njujorške predstave su nastavile da zaostaju za onima u Londonu, ali „muzička burleta“ Lore Kin Sedam sestara (1860) srušila je prethodne njujorške rekorde sa nizom od 253 nastupa. Abraham Linkoln je upucan na nastupu Kinove trupe Naš američki rođak u Vašingtonu.
Prvim pozorišnim komadom koji je u skladu sa savremenom shvatanjem mjuzikla, sa dodatim plesom i originalnom muzikom koja je pomogla da se priča ispriča, smatra se Crni prevarant, koji je premijerno izveden u Njujorku 12. septembra 1866. Predstava je trajala pet i po sati, ali uprkos njenoj dužini, ostvareno je za rekordnih 474 izvođenja. Iste godine, predstava The Black Domino/Between You, Me and the Post je bila prva koja je sebe nazvala „muzičkom komedijom“.
Čarls H. Hojtov Izlet u Kinesku četvrt (1891) postao je dugogodišnji šampion Brodveja kada je nadmašio Adonisa i njegova ukupno 603 izvođenja 1893, držeći scenu tokom 657 predstava. Samu Kinesku četvrt nadmašio je mjuzikl Irena (1919) 1921. kao najdugovečniji brodvejski mjuzikl, a još ranije, u martu 1920, Lightnin' (1918) kao najdugovječnija brodvejska predstava. Godine 1896, vlasnici pozorišta Mark Klau i A. L. Erlanger su osnovali Teatralni sindikat, koji je kontrolisao skoro svako legitimno pozorište u SAD u narednih šesnaest godina. Međutim, manji vodvilji i varijante su se razmnožavali, a Of-Brodvej je bio dobro uspostavljen do kraja devetnaestog veka.
Putovanje u Kuntaun (1898) je bila prva muzička komedija koju su u potpunosti produkovali i izveli Afroamerikanci u pozorištu na Brodveju (inspirisana uglavnom rutinama minstralnih predstava), praćena regtajmom Clorindy: The Origin of the Cakewalk (1898), i veoma uspešnim In Dahomey (1902). Stotine muzičkih komedija su postavljene na Brodveju tokom 1890-ih i ranih 1900-ih sastavljenih od pesama napisanih u njujorškoj Tin Pan aleji u kojima su učestvovali kompozitori kao što su Gas Edvards, Džon Volter Braton i Džordž M. Kohan (Mali Džoni Džons (1904), 45 minuta od Brodveja (1906) i Džordž Vašington mlađi (1906)). Ipak, vek predstava u Njujorku je i dalje bio relativno kratak, uz nekoliko izuzetaka, u poređenju sa njihovom postojanošću u Londonu, sve do Prvog svetskog rata. Nekoliko veoma uspešnih britanskih mjuzikala nastavilo je da postiže veliki uspeh u Njujorku, uključujući Florodoru 1900–01.

### Početаk 20. veka
U ranim godinama dvadesetog veka, prevodima popularnih kontinentalnih opereta iz kasnog devetnaestog veka pridružile su se predstave „Princezinog teatra“ iz 1910-ih, koje su radili pisci kao što su P. G. Vudhaus, Gaj Bolton i Hari B. Smit. Viktor Herbert, čiji je rad uključivao neke intimne muzičke komade sa modernim okruženjem, kao i niz čuvenih opereta (The Fortune Teller (1898), Babes in Toyland (1903), Mlle. Modiste (1905), The Red Mill (1906), i Naughty Marietta (1910)).
Počevši od Crvenog mlina, Brodvej prikazuje postavljene električne table ispred pozorišta. Pošto su sijalice u boji prebrzo pregorevale, korišćena su bela svetla, a Brodvej je dobio nadimak „Veliki beli put“. U avgustu 1919. Udruženje glumaca je zahtevalo standardni ugovor za sve profesionalne produkcije. Nakon štrajka koji je zatvorio sva pozorišta, producenti su bili primorani da pristanu. Do 1920-ih, braća Šubert su se podigla i preuzela većinu pozorišta od Erlangerovog sindikata.

## Napomene
1. ↑  Although theater is the generally preferred spelling in the United States (see American and British English spelling differences), many Broadway venues, performers and trade groups for live dramatic presentations use the spelling theatre.

## Literatura
- Ackerman, Alan (2005). „Liberalism, Democracy, and the Twentieth-Century American Theater,”. American Literary History. 17 (4): 765—780..
- Bordman, Gerald. American Musical Comedy (Oxford University Press, 1982)
- Bordman, Gerald (1981), American Operetta, Oxford University Press.
- Knapp, Raymond (2005), The American Musical and the Formation of National Identity, Princeton University Press.
- Middeke, Martin;  . (2013). The Methuen Drama Guide to Contemporary American Playwrights.
- Mordden, Ethan (2013), Anything Goes: A History of American Musical Theatre
- Roudane, Matthew Charles (1996), American Drama Since 1960: A Critical History
- Shiach, Don (2000), American Drama 1900–1990
- Stempel, Larry (2010), Showtime: A History of the Broadway Musical Theater, WW Norton.  826 pp.
- Weales, Gerald Clifford (1962), American drama since World War II
- White, Timothy R (2014), Blue-Collar Broadway: The Craft and Industry of American Theater
- Wolf, Stacy (2010), Changed for Good: A Feminist History of the Broadway Musical

## Spoljašnje veze
- The Internet Broadway Database
- The Houses of Broadway, The New York Times, April 30, 2010